# Gustav Stresemann
Vous lisez un « article de qualité » labellisé en 2008.
« Stresemann » redirige ici.  Pour l'ornithologue, voir Erwin Stresemann.
Gustav Stresemann (en allemand : /ˈɡʊs.taf ˈʃtʁeː.zəˌman/ ) est un homme d'État allemand, né le 10 mai 1878 à Berlin où il est  mort le 3 octobre 1929.
Il a été le fondateur et dirigeant du Parti populaire allemand, a été chancelier en 1923 et ministre des Affaires étrangères de 1923 à sa mort. Figure incontournable de la république de Weimar, Gustav Stresemann a permis à l'Allemagne de retrouver un poids diplomatique et économique perdu après la Première Guerre mondiale en mettant en œuvre une politique pragmatique.
Cette politique où les compromis ont eu une large part n'a pas été menée aux dépens de l'Allemagne. À chaque concession allemande a correspondu une avancée soit diplomatique, soit économique. Après avoir jugulé l'hyperinflation qui menaçait l'existence même de l'Allemagne, Stresemann s'est attaqué à d'autres problèmes comme l'occupation de la Ruhr par les armées française et belge, les réparations de guerre ou encore les frontières définies par le traité de Versailles.
Le caractère pragmatique de sa politique lui a attiré beaucoup d'ennemis, et c'est abandonné par une grande partie de la classe politique que Stresemann a dû mener ses combats. Avec Aristide Briand, il a été l'artisan d'un rapprochement franco-allemand et de changements diplomatiques sur le plan européen, ce qui leur a valu à tous les deux le prix Nobel de la paix en 1926. Ce rapprochement a toutefois été arrêté net dans sa lancée à la mort du ministre allemand à l'âge de 51 ans. Avec sa mort, la république de Weimar perd l'un de ses derniers défenseurs.

## Enfance et études
Gustav Stresemann naît le 10 mai 1878 à Berlin au 66 de la Köpenicker Straße. Son père, Ernst August Stresemann, est cafetier et possède un commerce de bière, ce qui permet à la famille de vivre de manière relativement aisée. Il est toutefois le seul des cinq enfants (trois autres enfants sont morts en bas âge) du couple à faire des études. À seize ans, Gustav Stresemann entre au Andreas Gymnasium. Le peu de temps que lui consacrent ses parents le mène à se plonger dans les livres. Il est passionné d'histoire et son professeur, M. Wolff, parle « d'un goût presque maladif pour l'histoire ». Napoléon Ier compte avec Goethe parmi ses personnages historiques préférés. Il publiera d'ailleurs un essai sur ce thème en 1924 : Goethe und Napoleon : ein Vortrag. La mort de sa mère Mathilde en 1895 affecte beaucoup Stresemann.
En 1897, il passe le baccalauréat et entre l'année suivante à l'université de Leipzig où il étudie l'histoire, le droit public, le droit international et où il suit des cours de littérature. Influencé par le Dr Martin Kriele, il suit également des cours de sciences économiques. Jusqu'en mars 1899, il est le rédacteur en chef du journal de l'université : le Allgemeine Deutsche Universitätszeitung. Deux ans plus tard, il est nommé professeur à Leipzig après avoir fait sa thèse sur le développement du commerce de la bière en bouteille à Berlin et analysé le problème des grands magasins, ce qui lui attire les moqueries de ses confrères. Ce choix montre toutefois le pragmatisme dont Stresemann fera preuve dans le futur. C'est probablement dans le quartier où son père travaillait que Gustav Stresemann a commencé à s'intéresser à l'économie. Ernst Stresemann meurt en 1905, son fils Richard reprend une partie de l'affaire familiale.

## Naissance d'un homme politique

### Industrie et entrée en politique

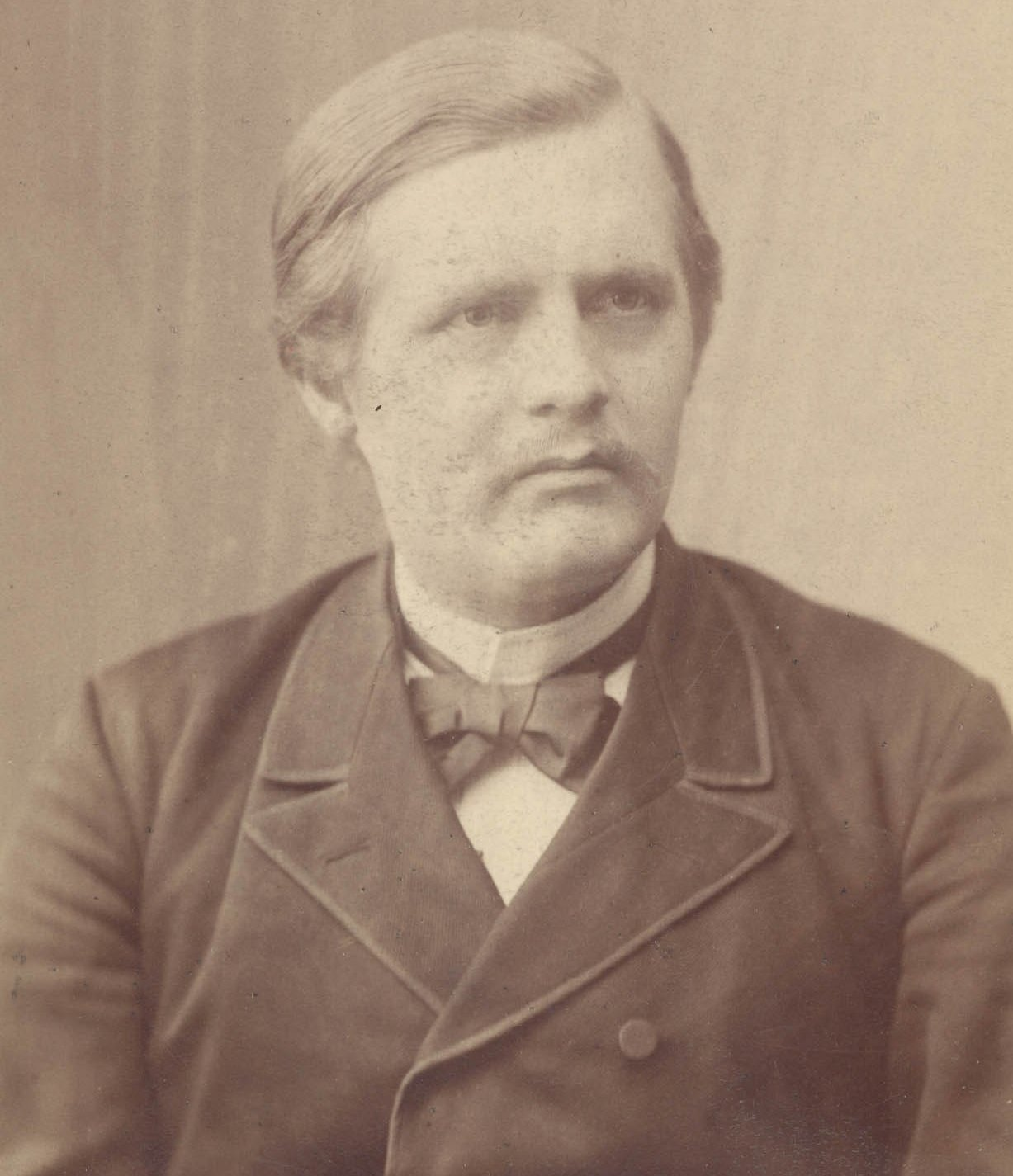
Friedrich Naumann.

De par ses origines, Stresemann a fortement été influencé par la politique. Son père, fervent admirateur d'Eugen Richter, était libéral. Stresemann rejoint le groupe protestant des libéraux. Friedrich Naumann exerce alors sur lui une grande influence. Pasteur protestant, Naumann prône la réconciliation entre les classes ouvrières et les classes supérieures. Il refuse le nationalisme exacerbé et fonde en 1896 l'Association nationale et sociale. Stresemann écrira à ce sujet :

« Nous ne pouvions aller à la social-démocratie. Tout en nous se hérissait face à son rejet du national et face à la coloration marxiste de son socialisme. Le libéralisme avait perdu toute force d'attraction, il était devenu un libéralisme « manchestérien » pétrifié chez Eugen Richter et lutte de fractions chez les nationaux-libéraux. [...] Friedrich Naumann vint alors et jeta dans cette époque en gestation, en quête de nouvelles idées, la grande idée de l'union de la monarchie et de la classe ouvrière allemandes. Il donna à ses propositions le contenu social qui manquait alors au libéralisme. »

Gustav Stresemann fait partie de plusieurs corporations étudiantes dont « Neo Germania » à Berlin, « Suevia » à Leipzig, « Normannia (de) » à Heidelberg et « Palatia » à Tübingen. L'aspect social de son engagement politique est très fort.
En 1901, il est assistant de direction dans la fédération des chocolatiers allemands. Il y fait ses premières armes et fonde une usine de sucre libre de tout cartel. Il faut préciser qu'à l'époque, l'économie allemande est sous l'emprise des cartels (BASF, Krupp ou Thyssen par exemple). En 1905, il y a 385 cartels en Allemagne. Stresemann réussit donc un tour de force. Il écrit à ce propos : « Puisse le gouvernement se garder d'étendre le concept de concentration des entreprises ». En 1902, Stresemann devient président-directeur général de l'Union des Industriels (Bund der Industriellen) pour la région de Dresde-Bautzen. Le 21 février de la même année, il en devient le syndic. Peu à peu, Stresemann s'assure une position sociale au sein de l'industrie vers laquelle il se tournera de nouveau en 1912 lorsqu'il perdra son mandat de député. Il lie des contacts avec des personnes très influentes comme Albert Ballin, directeur de la compagnie maritime « Hamburg-Amerikanische Packetfahrt-Actien-Gesellschaft » (HAPAG), et Jacob Riesser, vice-président de la Chambre de commerce de Berlin.

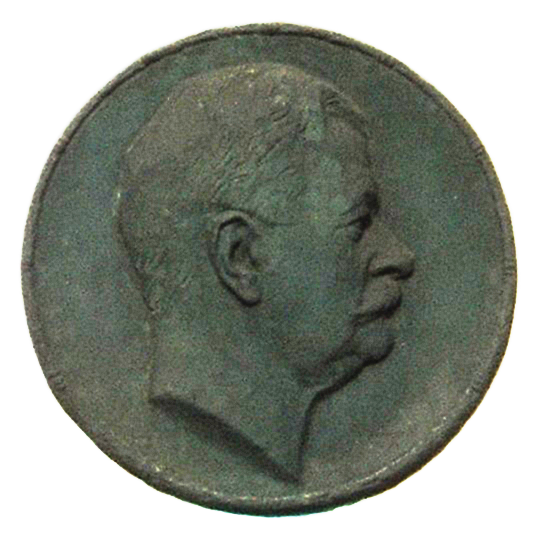
Ernst Bassermann.

En 1903 il entre au Parti national-libéral (Nationalliberale Partei), un parti défendant principalement les intérêts des dirigeants d'industrie. Le 20 octobre 1903 à Berlin, il épouse Käte Kleefeld avec qui il aura deux enfants : Wolfgang né en 1904 et Joachim en 1908. Käte Kleefeld est la fille de l'industriel Adolf Kleefeld, elle jouera dans les années 1920 un grand rôle dans la société berlinoise. Le couple s'installe dès 1910 au 12 A de la Tauentzienstraße. Ils y resteront jusqu'en 1923. En octobre 1906, Stresemann participe au congrès du parti à Goslar : « Nous vaincrons le pessimisme de la meilleure manière si nous nous raccrochons à nos principes nationaux et libéraux ». Son intervention est remarquée par Ernst Bassermann, le chef du Parti National Libéral depuis 1904.
Conseiller municipal de Dresde, Stresemann est élu au second tour député en 1907 en remportant la circonscription Annaberg-Schwazenberg de l'ancien député social-démocrate Ernst Grenz. Bassermann ayant des ennuis de santé, Stresemann reprend la direction du parti, on l'appelle alors le « dauphin ». Il s'attire les foudres de l'aile droite de son parti en soutenant les mesures sociales. Cette dernière s'opposera à sa réélection à la tête du parti en 1912. Après avoir perdu son siège au Reichstag, Stresemann entreprend plusieurs voyages aux États-Unis et au Canada. En 1912, il participe à un congrès des chambres de commerce organisé à Boston. Les voyages qu'il entreprend avec ses collègues lui permettent de comprendre les mécanismes de production qu'il mettra en œuvre par la suite en Allemagne. L'économie sera l'un des moteurs de sa pensée. Pour lui, les problèmes politiques découlent de problèmes économiques.

### Première Guerre mondiale

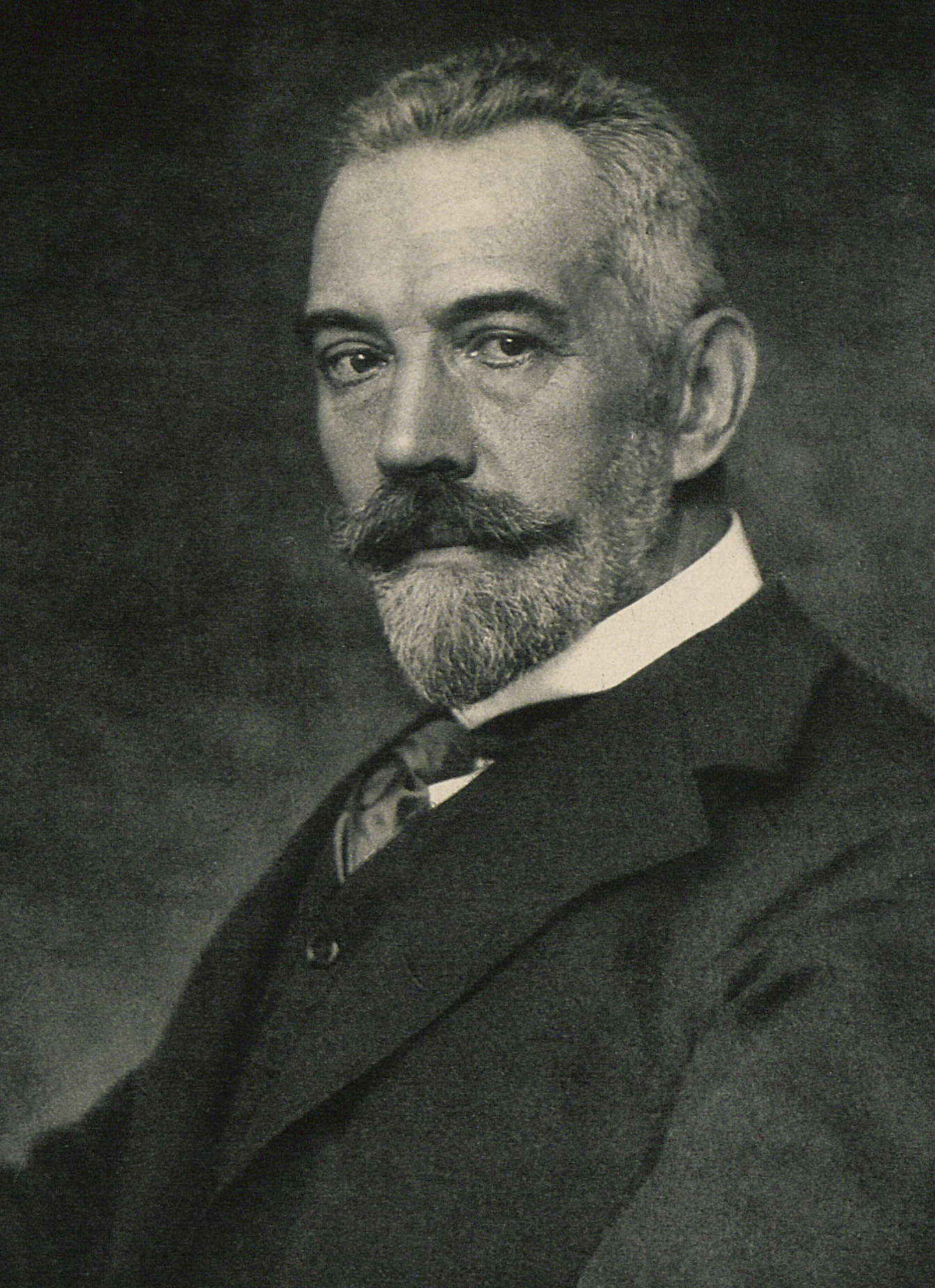
Bethmann Hollweg.

Lorsque la Première Guerre mondiale éclate, Stresemann n'est pas enrôlé en raison de son mauvais état de santé. Il a été écarté du service en 1901 à cause de sa maladie de Basedow. Il en profite pour assurer sa position politique. En 1914, il est élu député pour la circonscription Wittmund/Aurich après que Bassermann eut exhorté les membres de son parti à voter pour lui. Stresemann conservera son mandat jusqu'à sa mort. Stresemann est certain que l'Empire Allemand va sortir vainqueur du conflit. Il soutient les annexionnistes et fait preuve d'un nationalisme sans retenue. Dans un discours du 4 décembre 1914, il déclare : « La victoire de l'Allemagne amènera la paix dans le monde ». La perspective économique prime encore. Pour lui, l'origine de la guerre est avant tout économique. Membre de la Fédération coloniale allemande (Deutscher Kolonialverein) et de l'Association économique germano-américaine (Deutsche-Amerikanische-Handelsgesellschaft), Stresemann soutient la politique navale allemande, notamment la guerre sous-marine à outrance qui a marqué l'entrée en guerre des États-Unis.
En 1917, il est élu représentant et vice-président des libéraux nationaux au Reichstag, sa position s'affirme, d'autant plus que Bassermann s'est éloigné de la vie politique pour raisons de santé. C'est là que Stresemann essaie d'obtenir une fusion entre les libéraux nationaux et le Parti progressiste allemand. Il tente de se faire enrôler dans l'armée mais sans succès. Il participe à la chute du chancelier Bethmann Hollweg, trop faible à ses yeux, en se ralliant à Matthias Erzberger. Bethmann Hollweg est renvoyé le 14 juillet 1917. Pour Stresemann, « Il n'y a pas de chancelier violé. Un chancelier doit pouvoir s'imposer, s'il ne le peut pas, il doit en tirer les conséquences ». C'est aussi en 1917 que Stresemann achète le journal Deutsche Stimmen dans lequel il publie ses articles. Il le dirige jusqu'en 1923.
En juin 1918, Stresemann croit encore à la victoire : « Jamais nous n'avons eu moins d'occasion de douter de la victoire allemande que maintenant. Si la victoire est remportée, nous devons l'utiliser pour obtenir les garanties réelles nécessaires ». L'armée de Ludendorff venait de lancer une offensive victorieuse sur le Chemin des Dames, ouvrant ainsi la route  vers Paris pour la seconde fois. Si la victoire des Alliés et l'armistice du 11 novembre 1918 assomment Stresemann, l'abdication de l'empereur est pour lui un plus grand choc encore. Stresemann est monarchiste dans l'âme. Il avait envoyé un télégramme à l'empereur Guillaume II pour ses soixante ans. On peut également évoquer le fait qu'il s'investira en 1923 pour que le Kronprinz puisse revenir en Allemagne, ce dont ce dernier lui sera très reconnaissant. Lorsque la république de Weimar est proclamée, le mouvement libéral en Allemagne est profondément divisé.

### Débuts dans la république de Weimar

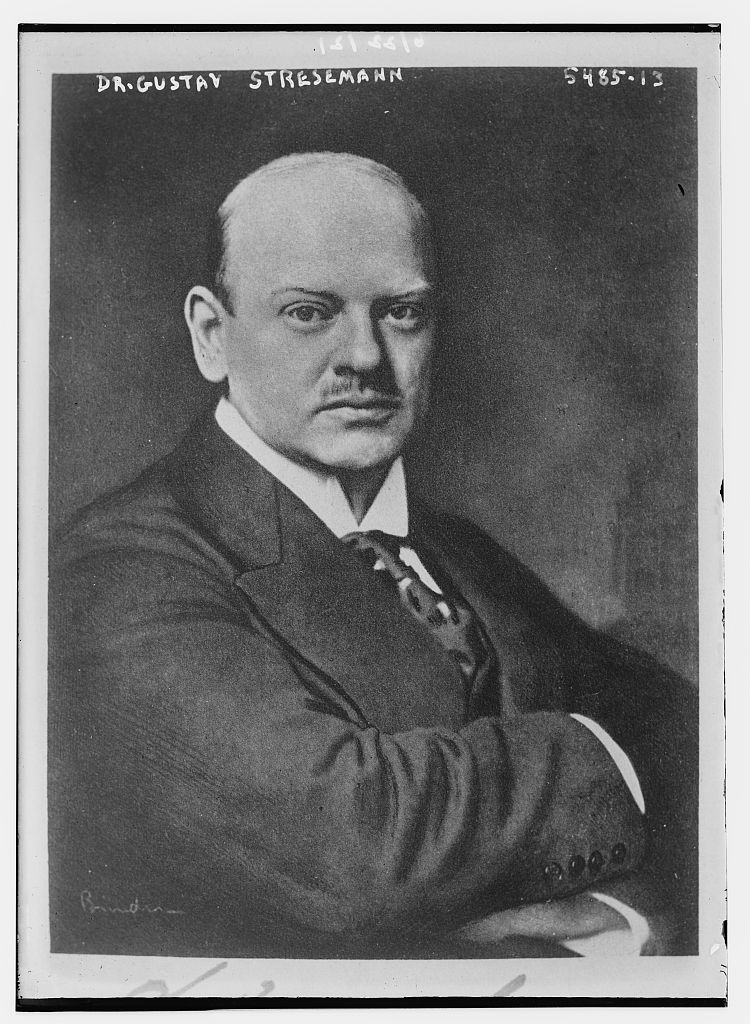
Gustav Stresemann.

La République proclamée le 9 novembre 1918 naît de la révolution de Berlin et de nombreuses autres villes. La jeune république doit aussitôt affronter ce qui lui vaudra la haine de beaucoup : la défaite et la signature de l'armistice du 11 novembre. Accusée de trahir l'armée, la République et ceux qui la défendent sont calomniés, en particulier par les extrémistes de droite. (La thématique du « Coup de poignard dans le dos » sera reprise à l'envi par la propagande nazie, par exemple). Le nouveau gouvernement républicain affronte également la révolte spartakiste de Berlin, qu'elle écrase en envoyant l'armée, se mettant à dos les communistes. Le nouveau régime a peu de soutiens dans la classe politique.
C'est dans ce contexte que Stresemann fait ses débuts en tant que dirigeant de parti. Après avoir échoué dans sa tentative de fusion des libéraux à cause de leur division, rejeté lui-même par eux, Stresemann participe à la fondation du Parti populaire allemand (DVP), le 15 décembre 1918, un parti qui représente les industriels et dont il devient le dirigeant. Le parti ne s'appuie pas exclusivement sur les industriels mais compte également dans ses rangs des professeurs, des avocats ou encore des hauts fonctionnaires. Lors des élections au Reichstag de 1919, le DVP obtient 4,4 %.
Comme la plupart des Allemands de l'époque, Stresemann conteste vivement le traité de Versailles. Pour lui, les Allemands sont « traités comme des chiens exclus des peuples de la terre ». Pour lui, les clauses morales du traité de Versailles sont bien plus dures à supporter que les clauses économiques et territoriales. Bien que Stresemann refuse le traité, il n'est pas prêt à endosser la responsabilité de son rejet car cela aurait conduit inévitablement à la reprise des hostilités.
Le 31 mars 1919, il est contraint de quitter la direction de la fédération des industriels de Saxe. La même année, ses ennuis de santé commencent, il est atteint aux reins et fait une première attaque cardiaque. La sauvegarde et la garantie des intérêts allemands ne peuvent être obtenues qu'en s'appuyant sur la situation du moment. Dès lors, Stresemann se rallie par raison à la république vers le mois de juin 1920 et s'engage dans la Realpolitik, ce qui lui est reproché par la suite. Sa position changeante et ambiguë lors du putsch de Kapp du 13 mars 1920 lui a nui politiquement. Son futur ministre de la justice Gustav Radbruch dira de lui : « C'était son grand art politique de faire le bien toujours au bon moment, de se laisser instruire par la situation en ne prenant pas en compte ses positions antérieures [...] ». Aux élections législatives du 6 juin 1920, le parti de Stresemann obtient 13,9 %. Le DVP entre dans le cabinet Fehrenbach qui se forme le 25 juin.
Felix Hirsch évoque les deux difficultés majeures que Stresemann a dû affronter dans son parti. La première concerne les journaux. Le parti n'est pas soutenu par les grands journaux qui se trouvent « dans le camp démocrate ou national-allemand ». Sa médiatisation s'en trouve donc affaiblie. Le second problème concerne les finances du parti. Stresemann, responsable du budget du parti, est un très mauvais homme d'affaires, contractant de nombreuses dettes personnelles pour le parti. À sa mort, le total de ses dettes personnelles s'élève à 625 000 marks. Si Stresemann doit affronter ces difficultés, il s'ancre toutefois dans la vie politique. Il noue des contacts avec le corps diplomatique comme avec l'ambassadeur du Royaume-Uni en Allemagne Lord D'Abernon avec qui il se lie d'amitié.

## Le chancelier des cent jours
L'année 1922 est une année difficile pour l'Allemagne même si le traité de Rapallo brise l'isolement du pays. D'une part, Walther Rathenau, ministre des Affaires étrangères, est assassiné. Le cabinet Wirth est ébranlé et ne parvient pas à surmonter la crise. D'autre part, Raymond Poincaré arrive au pouvoir en France et son attitude anti-allemande détériore la situation. La république de Weimar est assaillie de toutes parts. La situation dans la Sarre est critique. Clemenceau avait obtenu lors de la signature du traité de Versailles qu'un Saargebiet soit créé. Ce territoire passe sous administration de la Société des Nations pour quinze ans. La France obtient la propriété des mines de charbon.
Cette même année de 1922, l'Allemagne doit payer 2 170 milliards de marks dont 720 millions à payer en espèces. L'Allemagne pense ne pas pouvoir payer ce que l'on exige d'elle, l'inflation est criante. Le 9 janvier 1923, les troupes françaises et belges occupent la Ruhr. Le chancelier Wilhelm Cuno décrète la résistance passive, le sentiment national s'accroît. Dans le même temps, Gustav Stresemann est président de la commission aux Affaires étrangères du Reichstag. Les événements de la Ruhr vont lui ouvrir les voies de la chancellerie. La résistance passive coûte énormément (les salaires, les assurances sociales par exemple sont pris en charge par les finances publiques) et fait chuter la valeur du mark. Le 12 août 1923, Cuno démissionne. Le lendemain, le nouveau président Friedrich Ebert nomme Stresemann au poste de chancelier. Dans les cent trois jours qui suivront, Stresemann va résoudre la plupart des problèmes du moment.

### Occupation de la Ruhr et séparatismes
Stresemann forme un gouvernement de « Grande Coalition » où le SPD est présent. L'occupation étrangère laisse éclater les séparatismes qui menacent l'unité du pays. Stresemann doit les combattre, il capitule le 23 septembre en ordonnant la fin de la résistance passive bien qu'il l'ait soutenue auparavant. Il avait essayé avec l'aide de Lord D'Abernon et de l'ambassadeur français Pierre de Margerie de trouver une entente avec Poincaré au sujet de l'occupation de la Ruhr et des réparations mais rien n'y a fait. Cet acte lui attirera la haine de la droite nationaliste et en particulier des nationaux-socialistes qui mèneront des campagnes de diffamation contre lui. En Rhénanie plusieurs républiques sont fondées comme la république du Haut-Nassau, la République palatine, ou la République rhénane. Poincaré ne freine pas ces séparatismes, qui selon lui garantissent la paix. Stresemann a des difficultés à préserver l'unité du pays. En Bavière, les extrémistes de droite mené par Eugen von Knilling décrètent l'état d'urgence. Gustav von Kahr prend alors les pleins pouvoirs. Stresemann demande au président Ebert de proclamer l'état d'urgence mais l'armée en poste en Bavière sous le commandement du général Von Lossow refuse d'obéir aux ordres et soutient von Kahr. La Thuringe et la Saxe sont quant à elles aux mains des socialistes et des communistes. Stresemann envoie l'armée en Saxe pour rétablir la situation.
Une autre question de politique intérieure va donner le coup de grâce au premier gouvernement Stresemann : l'impossibilité de traiter la question du temps de travail. Il s'agit de mettre en place une nouvelle réglementation pour faire face aux enjeux économiques posés entre autres par les réparations que l'Allemagne doit payer. Stresemann et son gouvernement demandent les pleins pouvoirs afin de mener leur politique sans le parlement : « Le gouvernement du Reich a besoin d'une loi de pleins pouvoirs pour prendre dans le domaine financier, social et économique les mesures nécessaires à la sauvegarde de l'économie ». Le SPD refuse que la question de la durée du temps de travail soit rattachée à la loi des pleins pouvoirs. Le gouvernement démissionne le 3 octobre 1923.
Le 5 octobre, les partis arrivent à une entente en ce qui concerne la durée du travail qui est maintenue à huit heures en acceptant toutefois des dérogations pour pouvoir faire face aux nouveaux besoins économiques. Le 6 octobre, Stresemann forme son second gouvernement et remet en marche son projet de loi de pleins pouvoirs qui est adopté le 13 octobre. La Ruhr est toujours occupée. La résistance passive aux Français et aux Belges dégénère jusqu'à des attentats contre leurs troupes. Stresemann ne parvient pas à obtenir de concessions de la part de Raymond Poincaré qui reste intraitable sur le paiement des réparations. Stresemann, pour relancer le travail dans la Ruhr où le chômage augmente, accepte de laisser la Mission interalliée de contrôle des usines et des mines (MICUM) négocier avec l'industrie.
La situation ne s'améliore ni en Bavière ni en Saxe. Le 29 octobre 1923, Stresemann décide de destituer les membres du gouvernement de Saxe dont le ministre-président Erich Zeigner. Pour la Bavière, il préfère ouvrir des négociations. Stresemann va se trouver dans une situation très inconfortable car les ministres SPD quittent son gouvernement, provoquant la rupture de la coalition. Von Seeckt projette de mettre sur pied une « dictature légale » pour pallier la crise, ce que Stresemann refuse. Il est alors attaqué de toutes parts. Le Putsch de la Brasserie du 8 novembre 1923 à Munich est le point culminant du conflit. Lorsque Stresemann apprend la nouvelle, il se serait exclamé « Finis Germaniae ». Le putsch vise à renverser le gouvernement, l'affrontement avec la police fait vingt morts dont seize putschistes. Les responsables sont arrêtés, Adolf Hitler est condamné à une peine de prison, Ludendorff est jugé mais non condamné tout comme Von Lossow. Stresemann ressort épuisé de ces événements qu'il a dû affronter abandonné par une partie de ses amis politiques.

### Inflation

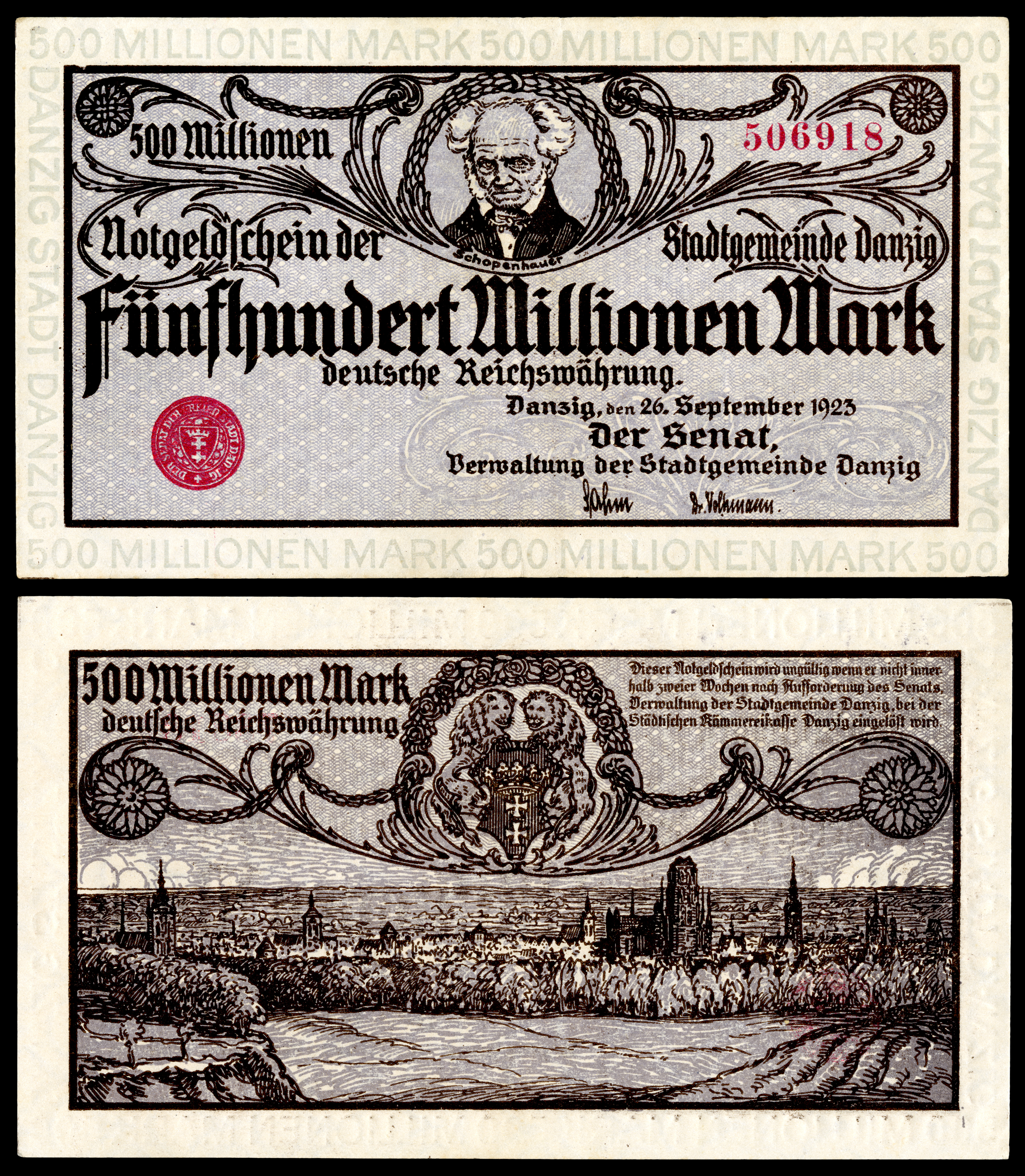
Billet de 500 millions de marks.

En novembre 1923, l'inflation atteint des records. En 1918, un œuf coûtait 0,25 mark. En novembre 1923, il coûte 80 milliards de marks. Une livre de beurre coûte 210 milliards de marks. Les salaires chutent de 30 à 75 %. La misère s'installe. Même si Stresemann doit lever la résistance passive, donc céder à contrecœur aux Français et aux Belges, il ne perd pas pour autant les intérêts allemands de vue. La situation exige de lui qu'il règle la situation économique du pays avant la situation politique. Stresemann n'aura de cesse de livrer alors contre son parti, qui voit sa politique extérieure comme trop modérée et qui remet en cause la politique d'entente avec la France, un « incessant combat finalement mortel ».
Avec la collaboration du commissaire du Reich aux questions monétaires Hjalmar Schacht, le ministre des Finances Hans Luther crée la Rentenbank le 15 octobre 1923. Le Rentenmark est mis en circulation le 16 novembre. 4,2 billions de marks-papier sont l'équivalent de 4,2 marks-or, soit l'équivalent de 4,2 Rentenmarks. Cette nouvelle monnaie n'est plus gagée sur l'or comme l'était le Reichsmark mais sur la production agricole et industrielle. La réforme monétaire engagée permet à Stresemann de stabiliser l'économie. Le Rentenmark sera remplacé par le Reichsmark le 30 août 1924. Cela a permis l'investissement des pays étrangers en Allemagne. Cependant, le séparatisme constitue le problème récurrent que Stresemann doit pallier. Entre-temps, le chancelier fait passer quelques mesures comme le contrôle des licenciements arbitraires, la réglementation des contrats de travail ou l'indemnité chômage. La Rhénanie est également au centre des préoccupations de Stresemann.
Bien qu'il ait combattu l'inflation et préservé l'unité du pays, Stresemann est sommé de quitter le pouvoir le 23 novembre 1923. Le SPD dépose une motion de défiance la veille. Stresemann dépose une motion de confiance qui lui est refusée par 231 voix contre 156. On lui reproche ne n'avoir pas traité la Thuringe, la Saxe et la Bavière de la même manière, en n'envoyant pas par exemple l'armée en Bavière. Le président Ebert déclare alors : « Ce qui vous pousse à renverser le chancelier sera oublié dans six semaines, mais vous sentirez les conséquences de votre bêtise dix ans encore ».

### LaKriegsschuldfrage
La Kriegsschuldfrage est aussi l'un des thèmes auxquels Stresemann s'est confronté. Au sortir de la guerre, il refuse d'admettre une quelconque responsabilité allemande. Il propage la Dolchstoßlegende selon laquelle l'armée allemande pouvait encore se battre. S'il accepte par la suite de travailler avec les Alliés, il n'oublie pas les intérêts allemands, matériels et moraux. Le 2 septembre 1923, il prononce un discours à Stuttgart dans lequel il affirme : « Nous pouvons nous soumettre à un jugement impartial en ce qui concerne la responsabilité dans la guerre (il s'agissait aussi des atrocités auxquelles l'armée allemande s'était livrée en Belgique), mais nous devons refuser toute sentence rendue sans écouter l'accusé et pour laquelle les parties sont juges ». Le 25 octobre suivant, il aborde de nouveau le sujet à La Haye où il souligne la bonne volonté de l'Allemagne qui a ouvert ses archives et qui réclame l'intervention d'une cour de justice internationale.
Lorsqu'il quittera ses fonctions de chancelier pour endosser celles de ministre des Affaires étrangères, Stresemann continuera à aborder ce thème dans les discours qu'il tiendra. Dans le discours appelé Gambrinusrede qu'il tient le 21 septembre 1926 à Genève, il affirme que l'Allemagne n'est pas le responsable moral de la Première Guerre mondiale : « Quand on nous reproche d'être les responsables moraux de la guerre mondiale, nous disons : nous ne le sommes pas ». Les mêmes arguments reviennent comme un leitmotiv le 2 octobre 1926 au congrès du DVP à Cologne, le 26 mai 1927 à Stuttgart. Même lorsque les relations internationales sont détendues, Stresemann n'hésite pas à aborder le sujet de la responsabilité dans la guerre. Il est interviewé par le journal Le Matin le 23 septembre 1927 et revient encore sur l'accusation morale faite à l'Allemagne en soulignant que le peuple souffre beaucoup de cette accusation et en mettant l'accent sur la politique de paix mise en place. Manifestement, il veut ignorer que c'est tout de même le Kaiser Guillaume II, tout puissant empereur, qui a décidé de déclarer la guerre et qu'il l'a fait au nom du peuple allemand, même si celui-ci ne le voulait peut-être pas. Mais l'enthousiasme populaire dans l'Allemagne d'août 1914 reste attachée aux souvenirs des Belges et des Français, ainsi que les ravages de la guerre sur les territoires de ces deux pays, alors que l'Allemagne n'a pas connu de combats et de destructions sur son territoire.

## Le ministre des Affaires étrangères
Stresemann avait déjà été ministre des Affaires étrangères alors qu'il était chancelier. Lorsqu'il est nommé à ce même poste le 30 novembre 1923, Stresemann refuse dans un premier temps, son mandat de chancelier l'ayant épuisé. Il revient sur sa décision peu de temps après. Il entre alors dans le gouvernement de Wilhelm Marx et commence par réformer le ministère en appuyant la réforme d'Edmund Schüler. La relation entre Marx et Stresemann est qualifiée d'« harmonieuse » et Stresemann dispose de l'entière confiance de son chancelier. Ses talents sont très vite reconnus par ses collaborateurs tel Carl von Schubert qui sera son secrétaire jusqu'en 1929. Un autre de ses collaborateurs Herbert von Dirksen dira de lui : « La chaleur humaine de sa personnalité se mélangeait de la manière la plus heureuse avec son intelligence impulsive et son talent à parler... Sous sa main formatrice la matière sèche se transformait en une image totalement différente et peut-être beaucoup plus vivante ». Après avoir jugulé l'inflation en tant que chancelier, Stresemann va devoir s'attaquer à plusieurs autres grands chantiers : le problème des réparations, le problème de l'isolement diplomatique de l'Allemagne ou encore celui des frontières définies par le traité de Versailles. Les contacts qu'il avait entretenus avec le monde diplomatique vont lui être très précieux. Il compte au rang de ses amis l'ambassadeur britannique Lord D'Abernon, l'ambassadeur français Pierre de Margerie et l'ambassadeur américain Jacob Gould Schurman.

### Le plan Dawes

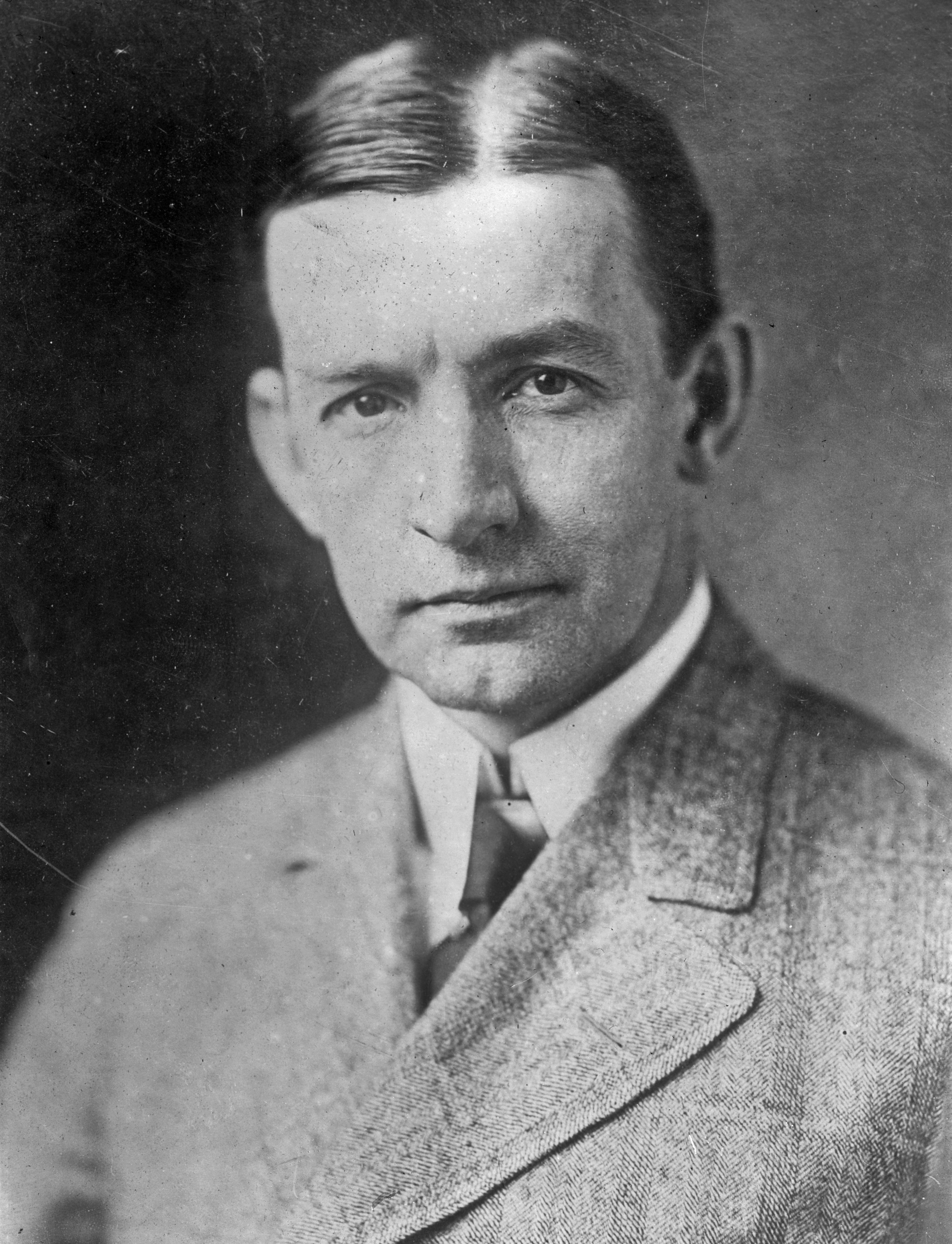
Charles Gates Dawes.

Les réparations que l'Allemagne doit payer à la France et à la Belgique pèsent encore énormément sur le pays, tout comme l'occupation de la Ruhr qui y est liée. Le 30 novembre 1923, la commission chargée des réparations décide de créer une commission d'experts sous la conduite de Charles Dawes. Stresemann doit alors convaincre que sa politique est la bonne. Ses négociations avec la France et la Belgique sont très rapidement pointées du doigt par ses adversaires. Ce à quoi il répond « Nous ne pouvons faire que la politique d'un peuple désarmé. Celui qui critique la politique de négociation et de conciliation doit dire quelle politique il compte faire à sa place ». Les élections parlementaires de 1924 vont donner l'occasion aux partis extrêmes et à la DNVP de mener une campagne contre le plan Dawes, ce que Stresemann, de plus en plus malade, va combattre.
La France et la Belgique acceptent le plan. Une conférence se tient à Londres de juillet à août 1924 au terme de laquelle un traité est signé. La conférence prévoit le recouvrement de la souveraineté allemande sur des territoires comme la Ruhr en prévoyant l'évacuation des Français et des Belges en 1925. Le plan accepté, il ne reste plus qu'à Stresemann à le faire adopter par le Reichstag. Les communistes et les nationaux allemands le refusent mais il est entériné le 30 août. Le plan Dawes entre en vigueur le 1er septembre, il permet de rééchelonner les paiements des réparations et donc de laisser une marge de manœuvre plus importante à la république de Weimar. La signature de ce traité a été rendue possible par la pression exercée par les États-Unis et le travail de Stresemann qui était parvenu à assainir la situation économique allemande avec l'introduction du Rentenmark. Le plan Dawes est l'un des premiers succès allemands en politique extérieure. Pour la première fois après la Première Guerre mondiale, l'Allemagne fait partie d'une négociation internationale. Désormais, l'Allemagne doit payer 1 milliard de marks-or pour l'année 1924 puis le montant doit augmenter jusqu'en 1928 jusqu'à atteindre 2,5 milliards. 55 % des réparations sont à payer en argent, le reste en nature.

### Accords de Locarno
Le succès diplomatique du plan Dawes se poursuit par un autre succès de Stresemann et pas l'un des moindres :  la signature des accords de Locarno. Stresemann dira lors des actes de conclusion : « Locarno ne sera pas la fin mais le début d'une période de cohabitation plein de confiance entre les nations ». La situation politique en Europe s'était apaisée. En France, Poincaré a été remplacé en 1924 par Édouard Herriot qui était assez germanophile. Les accords de Locarno mettent en place le rapprochement de l'Allemagne avec les autres pays européens. Ils trouvent leur origine dans une conversation que Stresemann avait eue avec Lord D'Abernon et Von Schubert à la fin du mois de décembre 1924. Il faut s'imaginer ce que ces accords représentent seulement six ans après une guerre qui a fait des millions de morts. Herriot exprime lui-même ses inquiétudes face à une possible attaque future de l'Allemagne et s'interdit de donner suite au projet. C'est Aristide Briand qui reprend le dossier en lui réservant un bon accueil. Les négociations juridiques peuvent débuter. En Allemagne, la nouvelle est considérée comme un scandale dans les milieux nationalistes. La DNVP se déchaîne contre Stresemann qui passe pour un traître.

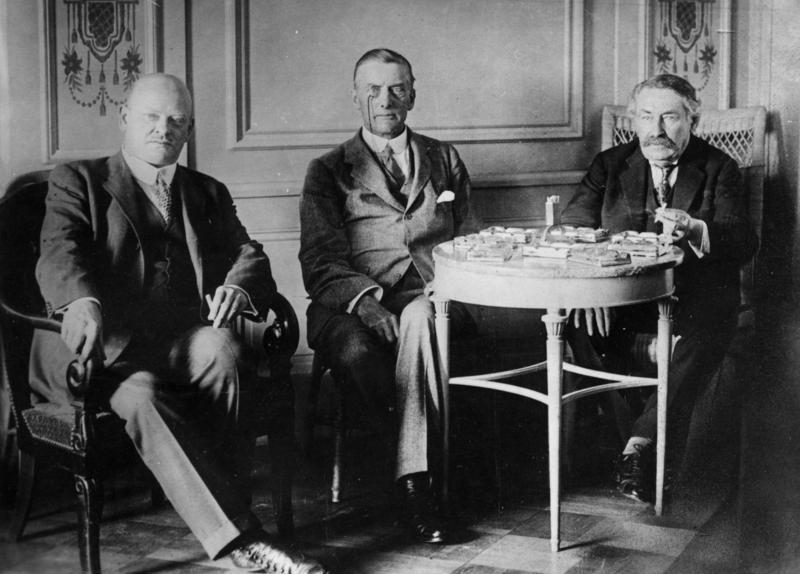
Stresemann, Chamberlain et Briand à Locarno.

Du 5 au 16 octobre 1925, Chamberlain, Briand, Stresemann et Luther ainsi que d'autres représentants européens se réunissent à Locarno. L'ambiance est détendue et très amicale. Les accords sont signés le 16, ils garantissent les frontières occidentales de l'Allemagne, c'est le pacte rhénan. La Ruhr est désormais protégée de toute occupation. L'entrée de l'Allemagne à la Société des Nations est évoquée. Stresemann renonce à l'Alsace-Lorraine, à Eupen et Malmedy. Il aurait aimé pouvoir recouvrer les territoires de l'est. La frontière orientale est en effet au centre de ses préoccupations. Les accords signés par Stresemann assurent l'invulnérabilité des frontières et non leur intangibilité, ce qui laisse possible une révision des frontières au profit de l'Allemagne, notamment en ce qui concerne le « couloir polonais ». Pour Stresemann, « le traité doit lancer une nouvelle ère de coopération entre les nations... Puissent les générations suivantes avoir toutes les raisons de commémorer de manière reconnaissante ce jour comme le début d'une nouvelle évolution ».
Le retour à Berlin est tumultueux. Le chef de la DNVP, Kuno von Westarp, ne valide pas les accords de Locarno qui ne vont pas assez loin selon lui. Une crise gouvernementale se produit, les ministres nationaux-allemands quittent le gouvernement. Hans Luther parvient à éviter le pire en maintenant son gouvernement en place. Stresemann doit affronter de vives critiques, la presse d'extrême-droite va même jusqu'à lancer des appels au meurtre contre lui. Un attentat est déjoué en décembre 1925. Les accords sont finalement signés le 1er décembre 1925 à Londres par Luther et son ministre des Affaires Étrangères.

### Rapprochement franco-allemand

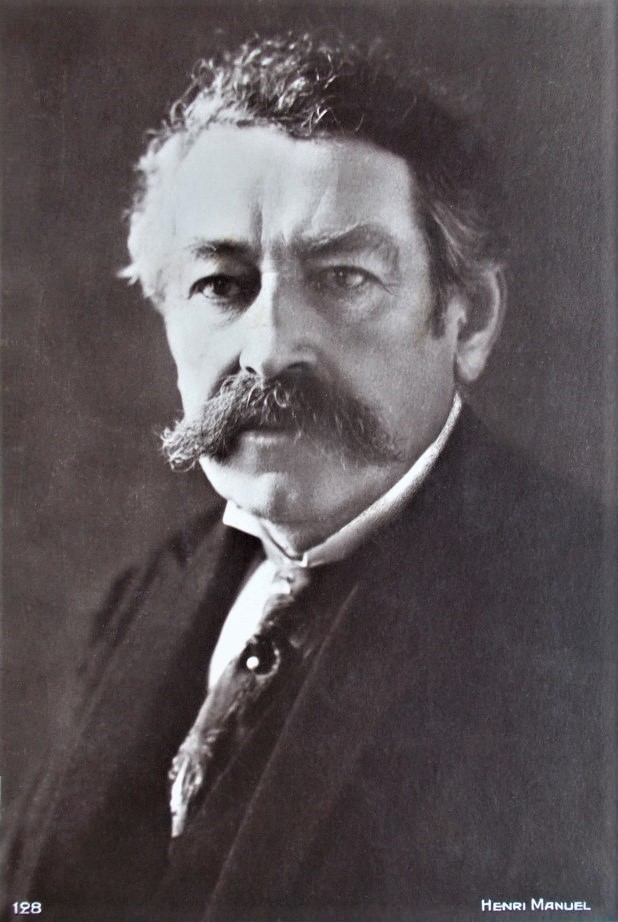
Aristide Briand.

Le patriotisme de Stresemann aurait pu compromettre le bon déroulement de la signature des traités. Le 7 septembre 1925, il parle en effet dans une lettre adressée au Kronprinz de « finasser ». Ce mot lui sera souvent reproché et il sera accusé de double langage. Aristide Briand, le ministre des Affaires étrangères français, se lie d'amitié avec Stresemann avec qui il fera progresser le rapprochement franco-allemand. Les deux hommes constatent que la paix en Europe dépend des relations entre leurs deux pays. Le 19 août 1929, Stresemann envoie une lettre à Briand dans laquelle il lui écrit : « En prônant l'idée de prestige, beaucoup de malheur est tombé sur le monde ».
Les deux hommes sont des hommes de compromis, même si Stresemann souligne bien que « chacun d'entre nous appartient tout d'abord à sa patrie, un bon Français, un bon Anglais, un bon Allemand doit être une partie de son peuple, mais chacun doit être également un membre de la famille européenne [...] Nous avons le droit de parler d'une idée européenne... Une communauté de destins nous lie les uns aux autres. Si nous voulons atteindre les sommets nous ne pouvons pas y arriver en nous combattant mais en collaborant ». Stresemann et Briand sont désormais les « apôtres de la paix ». Le 10 décembre 1926, les deux hommes reçoivent le prix Nobel de la paix pour les accords de Locarno. Stresemann dit à la tribune : « Nous sommes de la race qui aspire à la lumière dans l'obscurité ».
Quelques mois auparavant, le 17 septembre 1926, une rencontre secrète entre Stresemann et Briand avait eu lieu dans le village de Thoiry dans l'Ain près de Genève. Stresemann veut régler l'occupation de la Rhénanie, la suppression du service militaire et la restitution de la Sarre. Briand veut de l'argent en contrepartie, 1 milliard de marks-or. Stresemann aborde également la question d'Eupen et Malmédy, Briand ne s'y oppose pas. À l'issue de cette rencontre, connue sous le nom d'accords de Thoiry, Stresemann aurait déclaré « Tout le contentieux France-Allemagne tiendrait dans un verre à liqueur ». Toutefois, aucune suite n'est donnée au projet. Le gouvernement français estime que Briand a fait de trop grandes concessions et Stresemann n'est pas soutenu par Hans Luther. Briand rejette même l'initiative de Thoiry sur Stresemann pour garder la face devant Poincaré que le chancelier allemand voit comme le principal obstacle à sa politique. Stresemann continuera sa politique à la tribune de la Société des Nations en ayant pour objectif l'évacuation de la Rhénanie. Les deux hommes resteront amis malgré l'échec de Thoiry.

### Derniers succès

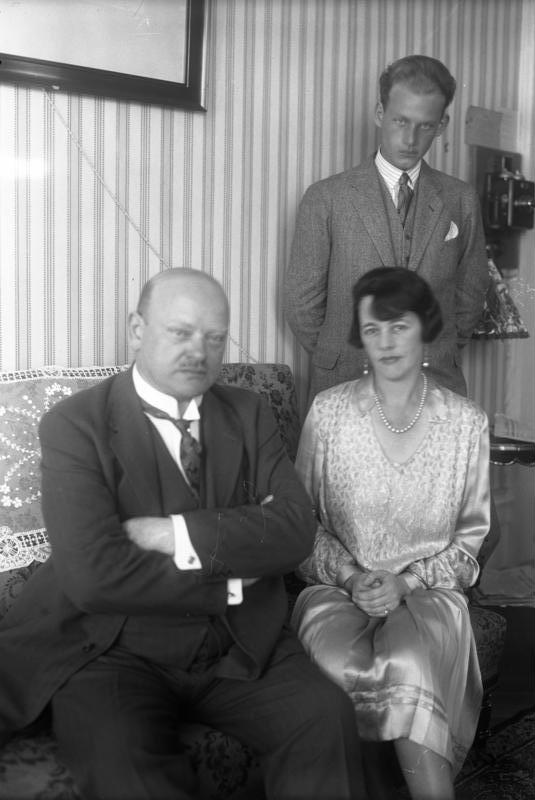
Stresemann, sa femme Käte (née Kleefeld) et son fils Wolfgang dans l'Hôtel Metropol à Berlin, en 1927.

Stresemann se bat pour que l'Allemagne soit intégrée dans la Société des Nations. Cette intégration constituerait un dernier pas vers l'égalité des droits pour l'Allemagne. « C'est précisément l'article 19 du traité de la Société des Nations qui nous permet de réviser les traités devenus inapplicables. Nous pourrions nous en servir en tant que membre de la Société des Nations ». Stresemann a un double projet. Il veut non seulement rétablir l'Allemagne dans le prestige dont elle disposait auparavant, mais il veut aussi et surtout réviser le traité de Versailles. Le 8 septembre 1926, l'Allemagne obtient un siège permanent à la SDN et Stresemann y prononce un discours deux jours plus tard. Briand y saluera son ami en criant par trois fois dans la salle « La guerre est finie ! ». L'entrée à la SDN est très importante pour l'ancien chancelier car elle donne un poids à l'Allemagne pour réviser le traité de Versailles comme il l'a toujours souhaité. Cette entrée avait échoué en mars 1926 après que l'Allemagne avait posé sa candidature le 8 février 1926.
Gustav Stresemann signe le 24 avril 1926 le traité de Berlin entre l’Allemagne et l’URSS. En décembre un protocole avait été signé, il mettait fin au contrôle militaire allié. Le 27 août 1928, le pacte Briand-Kellogg est signé. Il affirme le règlement pacifique des conflits entre les États. La délégation voyage à Paris et Stresemann est même reçu par Poincaré, ce qui aurait été impensable quelques années auparavant. Malade, Stresemann passe les derniers instants de sa vie à régler des problèmes de politique intérieure et à la mise en place du plan Young. Le plan Dawes n'avait rien défini en ce qui concerne le montant définitif des réparations de guerre, un deuxième plan était nécessaire. Grâce au Plan Young la durée des réparations est fixée à 59 années. Stresemann obtient dans le même temps que les troupes françaises évacuent la Rhénanie au 30 juin 1930. Jusqu'à la fin, Stresemann essaie de mener sa politique et continue à exhorter Briand à faire des concessions : « Si Briand ne fait pas de concessions maintenant, je suis fait. Il en viendra un autre. Allez à Nuremberg et voyez Hitler ! »

## Décès

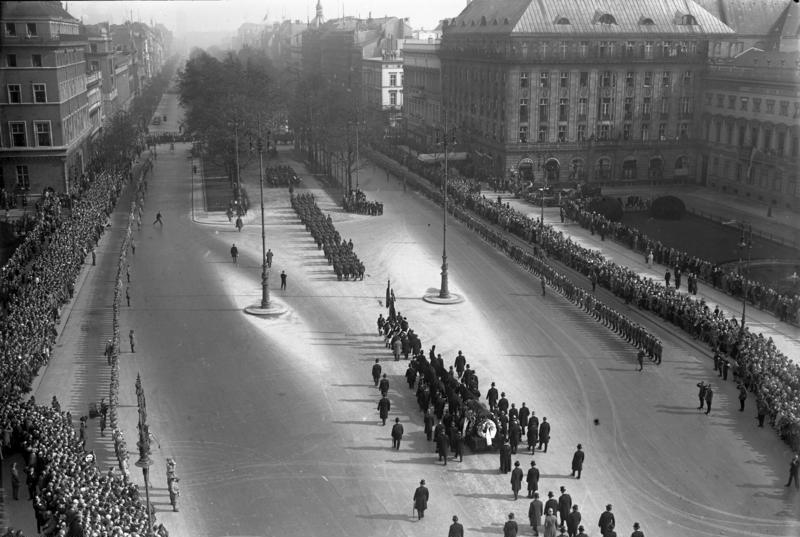
Cortège funèbre avec le cercueil de Stresemann devant la Brandenburger Tor dans le Pariser Platz, 6 octobre 1929.

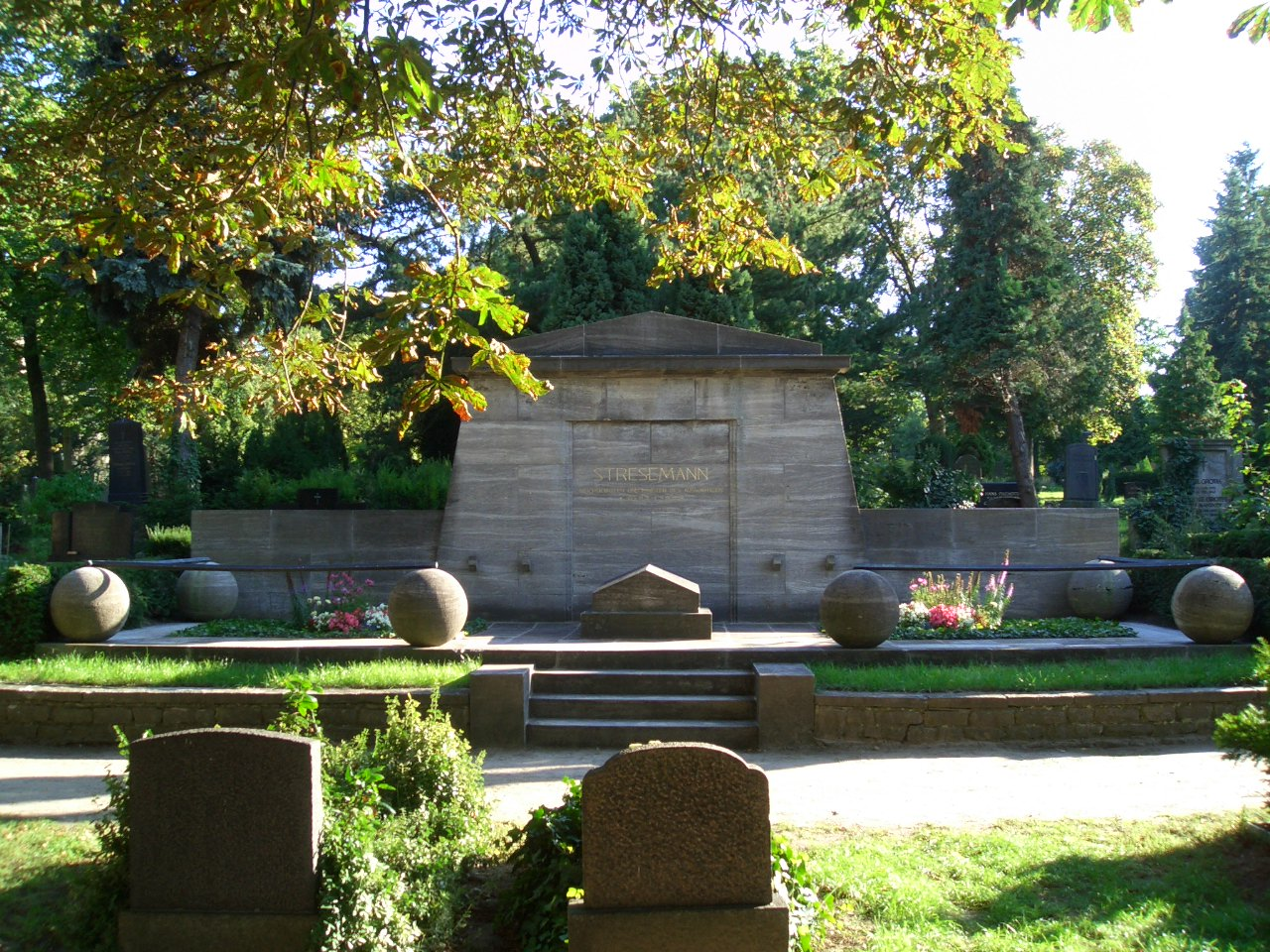
Tombe de Stresemann au cimetière de Luisenstadt.

Stresemann ne pourra pas voir les conséquences de ses efforts. Malade depuis avant 1914, hyperactif, il a mené tout au long de sa carrière politique et industrielle une vie très éprouvante physiquement. À partir de 1927, sa santé n'avait fait que se détériorer. C'est à cette époque qu'il fait part de ses dernières volontés à son secrétaire Henry Bernhard. Stresemann avait eu une légère attaque cérébrale le 6 août 1928. On diagnostique une artériosclérose. Les maladies s'enchaînent les unes après les autres.
Il meurt d'une autre attaque cérébrale le 3 octobre 1929 à l'âge de cinquante et un ans. De nombreuses personnalités comme le président Paul von Hindenburg prennent part au cortège funèbre qui défile devant le Reichstag avant de faire un arrêt dans le ministère des Affaires étrangères. Stresemann est enterré aux côtés de ses parents au cimetière de Luisenstadt, un quartier de Berlin-Kreuzberg. Avec sa disparition, la république de Weimar perd l'un de ses hommes politiques les plus doués. Elle perd non seulement un homme politique mais elle perd également l'une des seules personnes qui l'a soutenue. La mort de Stresemann et la crise mondiale marquent la fin de la république et de l'idée européenne. Son secrétaire Carl von Schubert dit au lendemain de sa mort : « L'Auswärtiges Amt perd avec le défunt un chef d'une énergie infatigable et d'une remarquable clarté de vue dans les questions décisives. [...] ». Pour Briand, cette disparition est un coup terrible porté à la paix en Europe et de s'écrier en apprenant la nouvelle de sa mort : « le mieux pour moi serait de commander deux cercueils ».Six mois plus tard, la grande coalition formée par le SPD, le DDP, le DVP et le Zentrum met en place les cabinets présidentiels qui déboucheront quelques années plus tard sur le mandat de chancelier d'Adolf Hitler.
Peu avant sa mort, Stresemann avait dit au diplomate Albert Bruce Lockhart : « Si les Alliés étaient venus me voir une seule fois, j'aurais eu le peuple derrière moi, oui, encore aujourd'hui je pourrais le faire. Mais ils ne m'ont rien donné et les plus petites concessions qu'ils ont faites sont toujours venues trop tard. Ainsi, il ne nous reste rien d'autre que la violence brute. L'avenir est entre les mains de la nouvelle génération et celle-ci, la jeunesse allemande, que nous aurions pu rallier à nous pour la paix et la reconstruction, nous l'avons perdue. C'est cela ma tragédie et votre crime, à vous les Alliés. »

## Controverse politique
Le choix fait par Stresemann d'arriver à la révision du Traité de Versailles par le biais d'une politique de rapprochement avec la France a toujours fait débat dans le domaine politique comme dans celui de la recherche historique. On peut le qualifier d'Européen de la première heure mais également de nationaliste radical. Ses adversaires conservateurs et nationalistes ont qualifié sa politique de non-allemande et de souple.
Une lettre que Stresemann a envoyée en 1925 à son ami, le Kronprinz Guillaume de Prusse, apporte une lumière insoupçonnée à son action politique internationale. Il y manifeste le désir d'exercer une certaine politique de puissance et indique agir pour la rectification des frontières orientales. Il revendique, en particulier, la reprise de Dantzig et de son corridor et le rattachement de l'Autriche à l'Allemagne, ces buts ne pouvant être atteints que par l'assurance de la paix avec la France. L'"essentiel", écrit Stresemann, "est la libération de notre sol... ; il faut tout d'abord que nos étrangleurs lâchent prise ; c'est pourquoi la politique allemande devra pour commencer suivre la formule que Metternich, je crois, adoptait en Autriche après 1809 : finasser et se dérober aux grandes décisions".
Certains historiens, comme le Français Raymond Poidevin, concluent que Stresemann était un nationaliste remarquablement opportuniste, qui déployait les armes diplomatiques pour tromper les puissances occidentales et faire réviser le traité de Versailles. On a ainsi pu qualifier sa politique étrangère d'insincère. Cela dit, Stresemann n'a jamais caché le fait que la révision du traité de Versailles était un de ses buts. Sa politique devait déboucher sur des négociations internationales. Fondée sur l'économie, cette politique se démarque de celle menée jusqu'alors par l'Empire mais également de celle que va mener Hitler, Stresemann n'ayant jamais mis en œuvre le réarmement de l'Allemagne. Elle a en cela un statut particulier dans l'histoire allemande. Les jugements sévères portés à l'encontre de l'ancien chancelier ne tiennent pas compte du fait qu'il s'est toujours tenu à l'écart des extrémismes contre lesquels il a souvent mis en garde. Certaines recherches actuelles relativisent l'importance de la lettre au Kronprinz de 1925 et livrent de Stresemann une image beaucoup plus nuancée. Joseph Rovan dit de lui : « Ses successeurs n'avaient ni son talent, ni son prestige, et ne suscitèrent pas la même confiance chez leurs interlocuteurs ».

### Œuvres
- (de) Wirtschaftpolitische Zeitfragen, Dresde, 1911
- (de) Michel horch, der Seewind pfeift. Kriegsbetrachtungen von Dr Gustav Stresemann, Reichsverlag, Berlin, 1916
- (de) Entstehung der Deutschen Volkspartei, Staatspolitischer Verlag, Berlin, 1919
- (de) Die Märzereignisse und die deutsche Volkspartei. Mit Anhang, Staatspolitischer Verlag, Berlin, 1920

Documents de Stresemann
- (de) Akten zur Auswärtigen Politik 1918-1945 (ADAP). Série A 1918-1924, Bd. A Iff., Vandenhoeck & Ruprecht, Göttingen 1982ff.; Serie B 1925-1933, Bd. B Iff., Vandenhoeck & Ruprecht, Göttingen, 1966.
- (de) Akten der Reichskanzlei Weimarer Republik, Karl Dietrich Erdmann im Auftrag der Historischen Kommission bei der Bayerischen Akademie der Wissenschaften. Die Kabinette Stresemann I und II, 2 Bde., Harald Boldt Verlag, Boppard am Rhein, 1978.
- (de) Gustav Stresemann, Reden und Schriften. Politik - Geschichte - Literatur 1987 bis 1926, 2 Bd., Carl Reissner Verlag, Dresden, 1926.
- (de) Gustav Stresemann, Reichstagsreden, Gerhard Zwoch, Verlag AZ Studio Pfattheicher & Reichardt, Bonn, 1972.
- (de) Gustav Stresemanns Schriften [« Écrits de Gustav Stresemann »], Berlin, Arnold Harttung, Berlin Verlag, 1976.
- (de) Vermächtnis. Der Nachlaß in drei Bänden [« L'Héritage. Œuvres posthumes en trois tomes »], Berlin, Henry Bernhard, Verlag Ullstein, 1932-1933.
- Six années de politique allemande - Les papiers Stresemann (trad. Henri Bloch et Paul Roques), Paris, Bd 1., 1932.

## Hommages
- La commune de Thoiry a baptisé sa rue principale en 1972 rue Briand-Stresemann.
- Un costume porte son nom.
- À Berlin, l'ancienne « Königgrätzer Straße » à Kreuzberg a été rebaptisée « Stresemannstraße ». De nombreuses autres villes allemandes ont leur rue au nom de l'ancien chancelier : Wiesbaden, Francfort-sur-le-Main, Hambourg, Düsseldorf ou Göttingen.
- Un monument en l'honneur de Stresemann a été inauguré dans le parc du château Freienfels à Hollfeld en Bavière.
- Une plaque commémorant sa vie a été inaugurée à Long Hanborough dans l'Oxfordshire.
- En 1975, la RFA met en circulation trois timbres représentant trois prix Nobel de la paix allemands, dont Gustav Stresemann.
- La commune de Suresnes (Hauts-de-Seine), dans la seconde tranche de construction de la Cité Jardin réalisée par l'architecte Alexandre Maistrasse de 1927 à 1939, a donné comme nom des nouvelles rues celui de : rue de Locarno, boulevard Aristide-Briand et avenue Gustav-Stresemann. Et ce, dès l'origine.
- Un lycée de Mayence porte son nom, le Gustav-Stresemann-Wirtschaftsschule.